# Sabana tropical de Carpentaria
La sabana tropical de Carpentaria es una ecorregión de pastizales, sabanas y matorrales tropicales y subtropicales del norte de Australia.   

## Geografía
La ecorregión se encuentra en el noroeste de Queensland y el noreste del Territorio del Norte, al sur del golfo de Carpentaria. Incluye gran parte de la región del golfo de Queensland y una parte de la meseta de Barkly, en el Territorio del Norte. La ecorregión incluye las islas Wellesley y Pellew en el golfo.
Los ríos Roper, Limmen Bight, McArthur, Calvert, Nicholson, Leichhardt, Flinders, Norman, Gilbert, Staaten y Mitchell desembocan en el golfo de Carpentaria. La mayoría tienen humedales de agua dulce y salobre cerca del golfo.
Limita al noreste con la sabana tropical de la península del Cabo York, al este con la sabana de Einasleigh Uplands, al sur con Mitchell Grass Downs, al oeste con la sabana tropical de la llanura de Victoria y la sabana tropical de Kimberley, y al noroeste con la sabana tropical de la Tierra de Arnhem.
La ecorregión incluye tres regiones IBRA - Costera del Golfo, Caída del Golfo y Tierras Altas, y Llanuras del Golfo.

## Clima
La ecorregión tiene un clima tropical de sabana. Las precipitaciones son muy estacionales. Los vientos monzónicos traen precipitaciones durante el verano austral, de noviembre a marzo, seguidas de una estación seca durante el resto del año. La precipitación media anual suele disminuir de norte a sur. Es más alta (de 1000 mm a 1200 mm) en la parte noroccidental de la ecorregión, en el Territorio del Norte, y supera los 900 mm en la parte nororiental de la ecorregión, al este del Golfo de Carpentaria. Las precipitaciones son de aproximadamente 750 mm a lo largo de la costa meridional del Golfo de Carpentaria, y disminuyen a menos de 500 mm más al sur. Las temperaturas suelen ser cálidas durante todo el año, con una mayor oscilación entre las máximas y las mínimas mensuales a medida que uno se aleja de la costa.

## Fauna
La rata de roca carpentaria (Zyzomys palatalis) es endémica de la ecorregión y sólo se encuentra en manchas de bosque de barranco y matorrales de enredaderas en afloramientos de arenisca en la estación de Wollogorang. La estación está situada cerca del golfo, en el Territorio del Norte, cerca de la frontera con Queensland.

## Zonas protegidas
Una evaluación de 2017 reveló que 24 914 km², o el 7 %, de la ecorregión se encuentra en áreas protegidas. Las áreas protegidas de la ecorregión incluyen el Parque nacional de Limmen, el Refugio natural de Rutland Plains, el Parque nacional del río Staaten, el Área indígena protegida de Thuwathu-Bujimulla, el Área indígena protegida de Nijinda Durlga, el Santuario de Pungalina-Seven Emu, el Santuario de Wongalara, la parte sur del Área Indígena Protegida del Sudeste de la Tierra de Arnhem y la parte norte del Parque nacional de Boodjamulla.